# Associació Justícia i Pau de Barcelona
L'Associació Justícia i Pau de Barcelona és una entitat cristiana que actua a Catalunya des del 1968; i que té per finalitat la promoció i defensa dels drets humans, la justícia social, la pau i el desarmament, la solidaritat i el respecte al medi ambient.

## Història
Cal destacar la tasca d'alguns dels seus presidents: Joan Gomis, cinquè director i després president (1976 - 2001); Arcadi Oliveres president (2001 - 2014) i Jordi Cots, fundador i coordinador de la Comissió de la Infància entre 1979 i 2012.
L'any 1974, juntament amb Pax Christi i moltes altres entitats, va promoure una campanya contra la pena de mort. Hi va tenir un paper destacat l'Arcadi Oliveres.

## Activitats
Per tal d'assolir els seus objectius, es dedica a la sensibilització i informació de la ciutadania, i a la pressió política sobre institucions governamentals i partits polítics, mitjançant activitats diverses, com campanyes públiques, informes, edició de publicacions, organització de congressos, conferències, seminaris, jornades, intervencions als mitjans de comunicació, etc.
Entre altres activitats, denuncia casos de tortura i altres violacions de drets humans, desenvolupa accions per promoure l'increment de l'ajut oficial al desenvolupament, l'abolició del deute extern dels països pobres, la justícia en les relacions comercials internacionals, per denunciar els efectes perversos del militarisme, la despesa militar i el comerç d'armes i pressionar en favor del desarmament, per promoure la banca ètica, el comerç just i el consum responsable, per exigir mesures de lluita contra la pobresa i la marginació social, per defensar els drets de les persones empresonades i la seva reinserció social.

## Organització interna
L'entitat té naturalesa jurídica d'associació de dret canònic de l'arxidiòcesi de Barcelona, inscrita al registre d'entitats religioses del Ministeri de Justícia. Els seus òrgans són: l'Assemblea General, que és l'òrgan sobirà, formada pel conjunt dels socis i la Junta de Govern, que regeix l'entitat, formada per Eudald Vendrell (president), Maria Bargalló (vicepresidenta), Quima Giménez (vicepresidenta), Joaquim Cervera, Núria Sastre, Àngel Miret, Xavier Puigdollers, Mar Rosàs, Laura Mor (vocals) i Josep Maria Fisa (delegat episcopal).
L'associació compta amb un director, Eduard Ibáñez, nomenat per la Junta de Govern, encarregat de la coordinació general de les activitats i amb la Silvia Urbina, persona encarregada de l'àrea administrativa i de la comunicació.
El gruix de les activitats l’impulsen les comissions sectorials, que són grups de voluntaris que impulsen les accions de l'entitat en àmbits específics; i les comissions territorials, que actuen en l'àmbit local o de barri.
Actualment, treballem en quatre eixos d'acció prioritaris: Pau, diversitat i democràcia; Desenvolupament Humà Integral; Drets Humans i Justícia Restaurativa. Les comissions territorials són: Maresme, Badalona, Terrassa, Sabadell i Sant Just Desvern. I les comissions parroquials de Barcelona són Collblanc i Sagrera.

## Entitats amb les quals col·labora
Justícia i Pau és membre de les federacions i plataformes d'entitats del nostre país següents: Federació d'Organitzacions per a la Justícia Global, Plataforma d'Entitats Cristianes amb els Immigrants, Coordinadora Catalana per la Prevenció i Denúncia de la Tortura, Fons Català de Cooperació al Desenvolupament, Finançament Ètic i Solidari (FETS), Fòrum d'Organitzacions Catòliques d'Adults, Taula per la Pau i els Drets Humans a Colòmbia, Federació d'Organitzacions Catalanes Internacionalment Reconegudes (FOCIR), Federació Catalana de Voluntariat Social, etc.
És membre, també, de les organitzacions internacionals següents: Bureau International Catholique de l'Enfance (BICE), Organització Mundial contra la Tortura (OMCT), Xarxa Europea contra el Comerç d'Armes, International Peace Bureau, Coalició d'ONG pel Tribunal Pena Internacional, entre d'altres.

## Finançament
A més de les aportacions dels socis i donants particulars, l'entitat rep habitualment suport econòmic per al seu funcionament per part de la Generalitat de Catalunya, l'Ajuntament de Barcelona, la Diputació de Barcelona, el Fons Social Europeu-Iniciativa d'Ocupació Juvenil, el Fons Català de Cooperació al Desenvolupament, l'Arquebisbat de Barcelona, el Bisbat de Terrassa i la Fundació Escoles Parroquials de Barcelona.

## Distincions
L'associació ha rebut diverses distincions com el Premi per la Pau de l'Associació per a les Nacions Unides a Espanya (1982); el Premi Solidaritat, de l'Institut de Drets Humans a Catalunya (1992); Creu de Sant Jordi, de la Generalitat de Catalunya (1993); Premi a la Solidaritat i la Superació, de l'ONCE Catalunya (2001); Premi de l'Associació d'Antics Alumnes i Amics de la Universitat de Lleida (2012) i la Distinció del Departament de Justícia de la Generalitat, per la tasca en favor de la reinserció social dels interns dels centres penitenciaris catalans (2016).